# Loverboy (Band)
Loverboy ist eine kanadische Rockband, die zwischen 1981 und 1989 ihre größten Erfolge (hauptsächlich in Kanada und den USA) feierte. Ihre Alben wurden in den USA und in Kanada mit zahlreichen Platin-Schallplatten ausgezeichnet.

## Bandgeschichte
Die Band wurde Anfang 1980 von Mike Reno (Gesang), Matt Frenette (Schlagzeug), Paul Dean (Gitarre), Scott Smith (E-Bass) und Doug Johnson (Keyboard) gegründet.
Mit Loverboy veröffentlichten sie im März 1980 ihre erste LP, deren Songs an den klassischen Hard-Rock-Stil angelehnt sind und kamen damit gleich auf Platz 13 der amerikanischen Charts. Die wohl bekanntesten Titel von Loverboy sind Turn Me Loose und Working for the Weekend. Sie werden fälschlicherweise oft in die 1990er-Jahre eingeordnet, stammen aber aus den Jahren 1980 und 1981. Die Band Quiet Riot wurde bekannt durch ihre Tour mit Loverboy, auf der sie die Band als Vorgruppe begleiteten.
Loverboy spielen seit über 40 Jahren nahezu in der Urbesetzung. Einzig Scott Smith starb im Jahr 2000 und wurde durch Ken „Spider“ Sinnaeve ersetzt. 2009 wurde die Band in die Canadian Music Hall of Fame aufgenommen.

## Diskografie

### Studioalben
| Jahr | Titel Musiklabel                           | Höchstplatzierung, Gesamtwochen, AuszeichnungChartplatzierungen (Jahr, Titel, Musiklabel, Platzierungen, Wochen, Auszeichnungen, Anmerkungen) | Höchstplatzierung, Gesamtwochen, AuszeichnungChartplatzierungen (Jahr, Titel, Musiklabel, Platzierungen, Wochen, Auszeichnungen, Anmerkungen) | Anmerkungen                                                 |
| Jahr | Titel Musiklabel                           | DE | US | Anmerkungen                                                 |
| ---- | ------------------------------------------ | --- | --- | ----------------------------------------------------------- |
| 1980 | Loverboy Columbia Records                  | — | US13 ×2Doppelplatin · (105 Wo.)US | Erstveröffentlichung: Oktober 1980 Verkäufe: + 2.500.000    |
| 1981 | Get Lucky Columbia Records                 | — | US7 ×4Vierfachplatin · (122 Wo.)US | Erstveröffentlichung: 7. Oktober 1981 Verkäufe: + 4.300.000 |
| 1983 | Keep It Up Columbia Records                | DE25 (10 Wo.)DE | US7 ×2Doppelplatin · (39 Wo.)US | Erstveröffentlichung: 30. Juni 1983 Verkäufe: + 2.300.000   |
| 1985 | Lovin’ Every Minute of It Columbia Records | DE54 (2 Wo.)DE | US13 ×2Doppelplatin · (44 Wo.)US | Erstveröffentlichung: August 1985 Verkäufe: + 2.300.000     |
| 1987 | Wildside Columbia Records                  | — | US42 Gold · (21 Wo.)US | Erstveröffentlichung: September 1987 Verkäufe: + 550.000    |
| 1997 | Six CMC International                      | — | — | Erstveröffentlichung: 4. Dezember 1997                      |
| 2007 | Just Getting Started Entertainment One     | — | — | Erstveröffentlichung: 27. November 2007                     |
| 2012 | Rock’n’Roll Revival Frontiers Records      | — | — | Erstveröffentlichung: 14. August 2012                       |
| 2014 | Unfinished Business Frontiers Records      | — | — | Erstveröffentlichung: 15. Juli 2014                         |

### Livealben
- 2001: Live, Loud and Loose
- 2024: Live in ’82

### Kompilationen
| Jahr | Titel Musiklabel                   | Höchstplatzierung, Gesamtwochen, AuszeichnungChartsChartplatzierungen (Jahr, Titel, Musiklabel, Platzierungen, Wochen, Auszeichnungen, Anmerkungen) | Anmerkungen                                                |
| Jahr | Titel Musiklabel                   | US | Anmerkungen                                                |
| ---- | ---------------------------------- | --- | ---------------------------------------------------------- |
| 1989 | Big Ones Columbia Records          | US189 (1 Wo.)US | Erstveröffentlichung: 25. Oktober 1989                     |
| 1994 | Loverboy Classics Columbia Records | US— GoldUS | Erstveröffentlichung: 11. Oktober 1994 Verkäufe: + 500.000 |

Weitere Kompilationen
- 1995: Temperature’s Rising
- 1997: Super Hits
- 2008: Playlist – The Very Best of Loverboy
- 2013: Setlist – The Very Best of Loverboy Live

### Singles
| Jahr | Titel Album                                       | Höchstplatzierung, Gesamtwochen, AuszeichnungChartplatzierungen (Jahr, Titel, Album, Platzierungen, Wochen, Auszeichnungen, Anmerkungen) | Höchstplatzierung, Gesamtwochen, AuszeichnungChartplatzierungen (Jahr, Titel, Album, Platzierungen, Wochen, Auszeichnungen, Anmerkungen) | Anmerkungen                          |
| Jahr | Titel Album                                       | UK | US | Anmerkungen                          |
| ---- | ------------------------------------------------- | --- | --- | ------------------------------------ |
| 1981 | Turn Me Loose Loverboy                            | — | US35 (17 Wo.)US | Erstveröffentlichung: Februar 1981   |
| 1981 | The Kid Is Hot Tonite Loverboy                    | — | US55 (7 Wo.)US | Erstveröffentlichung: Juni 1981      |
| 1981 | Working for the Weekend Get Lucky                 | — | US29 (20 Wo.)US | Erstveröffentlichung: September 1981 |
| 1982 | When It’s Over Get Lucky                          | — | US26 (15 Wo.)US | Erstveröffentlichung: 1982           |
| 1983 | Hot Girls in Love Keep It Up                      | — | US11 (16 Wo.)US | Erstveröffentlichung: 1983           |
| 1983 | Queen of The Broken Hearts Keep It Up             | — | US34 (12 Wo.)US | Erstveröffentlichung: 1983           |
| 1985 | Lovin’ Every Minute of It                         | — | US9 (21 Wo.)US | Erstveröffentlichung: August 1985    |
| 1985 | Dangerous Lovin’ Every Minute of It               | — | US65 (9 Wo.)US | Erstveröffentlichung: 1985           |
| 1986 | This Could Be the Night Lovin’ Every Minute of It | — | US10 (18 Wo.)US | Erstveröffentlichung: 1986           |
| 1986 | Lead a Double Life Lovin’ Every Minute of It      | — | US68 (7 Wo.)US | Erstveröffentlichung: 1986           |
| 1986 | Heaven in Your Eyes Top Gun O.S.T.                | — | US12 (17 Wo.)US | Erstveröffentlichung: August 1986    |
| 1987 | Notorious Wildside                                | — | US38 (14 Wo.)US | Erstveröffentlichung: August 1987    |
| 1988 | Break It to Me Gently Wildside                    | UK97 (1 Wo.)UK | — | Erstveröffentlichung: 1988           |
| 1989 | Too Hot Big Ones                                  | — | US84 (5 Wo.)US | Erstveröffentlichung: 1989           |

Weitere Singles
- 1982: Lucky Ones
- 1982: Jump
- 1987: Love Will Rise Again
- 2007: The One That Got Away
- 2011: Heartbreaker
- 2014: Countin’ the Nights
- 2016: Some Like It Hot
- 2017: Stop the Rain
- 2020: Gimme Back My Life
- 2022: Release

## Auszeichnungen für Musikverkäufe
| Goldene Schallplatte - Kanada - 1981: für die Single Turn Me Loose - 1987: für das Album Wildside - Neuseeland - 1981: für das Album Loverboy - 1982: für die Single Turn Me Loose 2× Platin-Schallplatte - Kanada - 2024: für die Single Working for the Weekend - 2024: für das Album Lovin’ Every Minute of It | 3× Platin-Schallplatte - Kanada - 2024: für das Album Keep It Up 5× Platin-Schallplatte - Kanada - 2024: für das Album Get Lucky 7× Platin-Schallplatte - Kanada - 2024: für das Album Loverboy |

Anmerkung: Auszeichnungen in Ländern aus den Charttabellen bzw. Chartboxen sind in ebendiesen zu finden.
| Land/RegionAuszeichnungen für Musikverkäufe (Land/Region, Auszeichnungen, Verkäufe, Quellen) | Gold     | Platin       | Verkäufe   | Quellen         |
| -------------------------------------------------------------------------------------------- | -------- | ------------ | ---------- | --------------- |
| Kanada (MC)                                                                                  | 2× Gold2 | 19× Platin19 | 1.985.000  | musiccanada.com |
| Neuseeland (RMNZ)                                                                            | 2× Gold2 | —            | 20.000     | Einzelnachweise |
| Vereinigte Staaten (RIAA)                                                                    | 2× Gold2 | 10× Platin10 | 11.000.000 | riaa.com        |
| Insgesamt                                                                                    | 6× Gold6 | 29× Platin29 |            |                 |